# Konstruktiva
Konstruktiva bylo jméno stavebních firem, které měly v průběhu času rozdílnou právní formu i výrobní program. Společným jmenovatelem byla po dobu několika desetiletí stejná adresa: Praha, Spálená 27 (29).

## Předchůdce
V dubnu 1927 vznikla „Asfalta" společnost s ručením omezeným. Legiobanka vložila do této společnosti 200 tisíc Kč, Jindřich Holna a Josef Khyn vložili po 20 tisíci Kč. a Josef Špinka 10 tisíc Kč. Společnost získala zakázky v Praze, v Čechách, na Moravě, ve Slezsku a na Slovensku. Společnost Asfalta byla zakoupena v květnu 1929 společností Konstruktiva. Ta získala koupí Asfalty know-how, management i zaměstnance. V souvislostí s touto akvizicí udělal deník Prager Presse interview s Karlem Loevensteinem, generálním ředitelem Škodových závodů. Po převzetí automobilky Laurin & Klement měla Škoda zájem na rozvoji automobilismu, který by bez výstavby silnic nenastal.

## Konstruktiva, akciová společnost
V říjnu 1929 se konala ustanovující valná hromada firmy Konstruktiva, akciová společnost. Stanovy společnosti byly schváleny začátkem října 1929. Z kapitálu společnosti v hodnotě 10 mil. korun původně vlastnila 67,8 % akcií firma Škoda. Minoritním vlastníkem byl Cold Asfalt Comp. (Colas) s 25 % akcií, resp. Shell - Royal Dutch, který Colas koupil. Zbytek akcií měla upsat Praha.
Konstruktiva vyvíjela svou činnost již v červnu 1929; její hospodaření bylo vedeno na účet Škody. Výstavba silnice Praha - Terezín firmou Konstruktiva byla podrobena kritice kvůli chybějícímu výběrovému řízení.
Ve spolupráci s dvěma dalšími subjekty vypracovala firma projekt „OK - 777", který byl porotou vyhodnocen jako nejlepší projekt v soutěži na nové státní civilní letiště Praha - Ruzyň. V roce 1930 zahájilo konsorcium firem Konstruktiva, Lanna a Ing. Čapek předběžné úpravy letištní plochy. Na letišti firma pracovala i v roce 1938.
V roce 1931 vykázala Konstruktiva čistý zisk 105 tis. Kč. Konstruktiva byla účastna výstavby novodobých vozovek na státních silnicích zejména v letech 1929 - 1933. V tomto období vybudovala 170 km těžkých a středních vozovek živičných, cementobetonových a dlážděných. Současně budovala na těchto státních silnicích veškeré pomocné úpravy jako mosty, propustky, opěrné zdi atd.

## Konstruktiva, stavební akciová společnost
V roce 1932 firma rozšířila předmět podnikání i na pozemní, mostní a železniční stavby. Inzerovala nejen stavbu novodobých silničních vozovek, ale také inženýrské, vodní, železniční, pozemní stavby včetně výstavby průmyslových závodů a proto změnila název na Konstruktiva, stavební akciová společnost. Firma měla vlastní lomy čedičové, žulové a diabasové (Slaný a Zbraslav) a výrobu štěrků a granulovaných drtí.[zdroj?]
Škodovy závody se staly předním výrobcem parních turbín a začaly nabízet doma i v zahraničí dodávku parních elektráren. Elektrárny nabízela včetně stavební části, kterou zajistila Konstruktiva. Nabídka výstavby na klíč se týkala také komplexů cukrovarů a lihovarů včetně přístupových cest a mostů.[zdroj?]

## Írán
Škodovka byla úspěšná v získávání zakázek v Íránu. Konstruktiva, stavební odbočka Škodových závodů, v Íránu vystupující společně pod názvem „Société iranienne Skoda“ dodala Teheránu elektrárnu 8000 kW. Dalšími stavbami bylo obilní skladiště v Tabrizu a Justiční palác v Teheránu nebo cukrovar Abkouh nedaleko Mešedu.
Silnice, procházející elbruským pohořím podél řeky Keredje a spojující Teherán s Tehalousem u Kaspického moře byla vedena tunelem v délce 1600 m vybudovaným Konstruktivou. Původní silnice se šplhala až do výše 3 000 metrů a tak byla vystavena sněhovým a kamenným lavinám. Konstruktiva vybudovala betonové galerie, které silnici ochránily.
Kvalita staveb v Íránu umožnila pokračovat Konstruktivě i po 2. světové válce, kdy postavila 8 cukrovarů, 3 textilní továrny, 6 tabákových skladů a chemickou továrnu. Konstruktiva, vývozní závod Praha, postavil cukrovar Dezful, cukrovar Karun, cementárnu Rey nebo elektrárnu Mashad.
Pracovníci Konstruktivy vyrobili kulatý stůl na sovětském velvyslanectví, u kterého jednaly delegace na Teheránské konferenci.

## Další aktivity
Konstruktiva patřila v rámci koncernu k nejziskovějším společnostem. Dne 16. května 1934 vypukla stávka dělníků na stavbě silnice Sadová - Hořice.
Konstruktiva se stala v listopadu 1939 členem konsorcia pro projekt podzemní dráhy v Praze.
Firma Konstruktiva, konkrétně generální ředitel dr. Albert Sommer a vrchní ředitel Christophe Rochette, byla zmíněna v xenofobním a antisemitském článku, který se zabýval přidělováním zakázek silničních staveb.
Konstruktiva byla vybavena množstvím techniky. Pro odvoz vytěžené zeminy používala polní drážky. V roce 1948 bylo evidováno 44 lokomotiv rozchodů 600 - 900 mm, převážně parních. Dále bylo evidováno 11 bagrů a 22 nákladních aut. Důležitou roli měly silniční válce, převážně výrobky firmy Škoda, kterých se vystřídalo na stavbách cca 40 kusů. Také parní automobily vyráběla pro Konstruktivu Škoda. Jednalo se o vozy Sentinel, které se staly za roky provozu několikrát účastníky nehod se smrtelnými následky.

## Konec třicátých a začátek čtyřicátých let 20. století
V roce 1930 bylo v Československu 27 600 stavebních podniků, v nichž pracovalo 300 000 osob. Stavebních firem do 5 osob bylo 75,3 % a podniků s více než 500 pracovníky bylo jen 0,1 %, tj. 28 firem. K velkokapitalistickým stavebním podnikům patřily především podniky, vytvořené jako sesterské podniky významných průmyslových koncernů. Českomoravská stavební akciová společnost, akciová společnost Konstruktiva nebo stavební akciová společnost Baťových závodů.
Během okupace byli pracovníci Konstruktivy podřízeni na stavbách v Plotišti nad Labem a v Račicích nad Trotinou Organizaci Todt. V Plotišti probíhala přestavba závodu a v Račicích se stavěla továrna na výrobu tankových motorů.
Na začátku roku 1948 byl veřejný sektor zastoupen ve stavebnictví podílem 15 %. Mimo Konstruktivy n. p. a Baťa n. p. to byla stavební oddělení některých národních podniků a stavební družstva. Jiná statistika chápala znárodněné stavebnictví jako Konstruktivu + konfiskáty s podílem 3,6 %.

## Znárodnění, reorganizace
- Dekretem prezidenta republiky č. 100/45 o znárodnění dolů a některých průmyslových podniků byla znárodněna Akciová společnost, dříve Škodovy závody včetně Konstruktivy, stavební akciové společnosti.[47]
- Vyhláškou č.1328/46 ze dne 7. března 1946 byl zřízen národní podnik Konstruktiva, ale dnem vzniku byl stanoven 1. leden 1946.[48] Vzhledem k tomu, že znárodnění se týkalo průmyslových podniků a dolů, byla Konstruktiva mezi novými národními podniky ojedinělá svým předmětem podnikání.[45][49]
- Vládním nařízením č. 6 ze dne 15. ledna 1946 Sb., (kterým se vydává statut národním podnikům průmyslovým) byly zřízeny pro jednotlivé obory tzv. Ústřední orgány. Každý národní podnik byl podřízen konkrétnímu Ústřednímu orgánu podle předmětu podnikání. Konstruktiva jako stavební firma byla začleněna do Československých keramických závodů, národní podnik,[50][51] také proto, že získala majetkovou podstatu firmy Prastav, spojené pražské továrny na staviva.[52][53] Konstruktiva vlastnila několik lomů, ale také vykonávala národní správu podniků, které se zabývaly výrobou stavebních hmot. Během času byly majetkové podstaty těchto podniků převáděny do jiných podniků v rámci Československých keramických závodů.[54][55]
- V květnu 1947 se komise složená ze zástupců politických stran a Ústřední rady odborů dohodla, že stavební konfiskáty budou přiděleny podniku Konstruktiva a stavebnímu oddělení firmy Baťa, později nazývané jako Zlínská stavební správa.[56][57] Navzdory tomu, že národní socialisté odmítali posilovat státní sektor ve stavebnictví a poukazovali na jediný stavební národní podnik, Konstruktivu, který nebyl konkurenceschopný, když nezískával žádné zakázky v otevřených soutěžích.[58]
- Národní podnik Konstruktiva byl pověřen kumulativní národní správou.[59][60] Národní správu vykonával u desítek firem.[61][62][63][64][65]
- V roce 1948 byly zřízeny Československé stavební závody, národní podnik. Do nich byla začleněna i Konstruktiva, a stala se tak závodem bez právní subjektivity.[66] I když byla Konstruktiva národním podnikem, který měl vlastní závody,[67] nemohla uzavírat smlouvy.[zdroj?]
- Objevily se informace o úplném rozpuštění Konstruktivy v Československých stavebních závodech.[68]
- Dne 4. května 1951 byl zapsán do obchodního rejstříku Konstruktiva, národní podnik. Národní podnik byl zřízen listinou ministra stavebního průmyslu ze dne 15. 1. 1951, č. j. 501/9 taj. 1951. Dne 8. února 1955 byl podnik vymazán pro zrušení.[69]
- Dne 25. ledna 1955 byl zapsán do obchodního rejstříku Konstruktiva 2, národní podnik. Dne 14. ledna 1957 se podnik vymazuje pro splynutí s podnikem Konstruktiva, národní podnik (PN 794) , na který přechází majetek a závazky zanikajícího podniku.[70]
- Dne 2. ledna 1957 byl zapsán do obchodního rejstříku Konstruktiva, národní podnik.[71] Podnik byl zřízen listinou ministra stavebnictví ze dne 20.12. 1956 č.j. 048.1-HS 10/12-práv.-1/Mik/1956. Podnik měl 3 závody:
  - Odštěpný podnik 1, Praha 3
  - Odštěpný podnik 2, Praha 1
  - Přidružená výroba, Praha 3

- Dne 1. ledna 1976 se teplický závod Konstruktivy spojil s ústeckým závodem Inženýrských a průmyslových staveb a chomutovským závodem pozemních staveb. Vznikl tak nový národní podnik - Severočeská Konstruktiva se závody:[72][73][74]
  - 01 - Ústí nad Labem
  - 02 - Teplice
  - 03 - Chomutov
  - 05 - Pomocná stavební výroba (Teplice)[75]
  - 06 - Závod průmyslových služeb
  - 07 - Závod těžkých montáží a speciálního zakládání
  - 08 - Stavomontáže[76]

- Od roku 1966 se hovoří o VHJ Stavební závody Praha, trust podniků
  - Konstruktiva, n. p.[77]
  - Montované stavby, n. p.
  - Pozemní stavby, n. p.
  - Stavoservis, n. p.
  - Prefa n. p.
  - Inženýrské a průmyslové stavby, n. p.
  - Výzkumný a vývojový ústav stavebních závodů

- Dne 1. července 1988 byl zapsán do obchodního rejstříku Konstruktiva, státní podnik, který byl založen rozhodnutím č. 15/1988 ministra výstavby a stavebnictví ČSR ze dne 27. 6. 1988.[78]

- Rozhodnutím č. 559/90 ze dne 21. prosince 1990 ministra výstavby a stavebnictví České republiky se podnik zrušil ke dni 31. 12. 1990 bez likvidace.
- Konstruktiva, a. s. zrušila obchodovatelnost akcií.[79]

## Slovensko
V roce 1932 provedla dceřiná společnost Slovenská Konstruktiva, s. r. o. Južnoslovenskou státní silnici mezi Košicemi a Užhorodem.
Vyhláškou ministerstva průmyslu zveřejněnou 28. července 1947 byl zřízen národní podnik Slovenská konstruktiva. Dne 31. prosince 1948 Slovenská konstruktiva n. p. zanikla a její majetková podstata byla převedena ministru techniky k začlenění do podniků, ústavů a zařízení v gesci ministerstva techniky. Ministr techniky vložil vyhláškou č. 2080 ze dne 27. září 1948 majetkovou podstatu Slovenské konstruktivy, n. p. do Československých stavebních závodů, n.p. V roce 1951 se stala majetková podstata Slovenské Konstruktivy základem pro vybudování národního podniku Stavoindustria Bratislava.

## Technologie
- V roce 1946 byl sanován šestipatrový dům, který se naklonil po výstavbě Vinohradských tunelů.[84]
- V roce 1947 byla stavba Kolektivního domu v Litvínově, kterou prováděla Konstruktiva, prohlášena za stavbu mládeže.[85]
- Od padesátých let byla Konstruktiva (závod Montostav) průkopníkem montovaných průmyslových hal.[86]
- V roce 1954 zahájila Konstruktiva výrobu panelů ze škvárového betonu u elektrárny v Rynholci u Prahy.[87]
- V roce 1954 pracovníci Konstruktivy vyrobili kontejner na přepravu malty, který namontovali na podvozek Škody 706 R.[88]
- Na začátku 70. let dvacátého století vyvinul výzkumný ústav Konstruktivy v Praze stěrkové a nástřikové omítky z tzv. fibroplastu.[89]
- Jedním z cílů znárodněného stavebnictví byla typizace stavebních konstrukcí pozemních staveb. Definitivní typy však ještě v roce 1965 nebyly určeny, a tak bylo vydáno doporučení používat několik systémů národního podniku Konstruktiva jako přechodného řešení.[90] Později byla jedna z železobetonových konstrukcí pro halové objekty označována jako typ Konstruktiva.[91]

## Termíny
V roce 1974 zahájila Konstruktiva výstavbu polikliniky v Praze-Bohnicích. V roce 1982 se předpokládalo, že bude dokončena v roce 1984.